# Ancilla taylori
Ancilla taylori is een slakkensoort uit de familie van de Ancillariidae. De wetenschappelijke naam van de soort werd voor het eerst geldig gepubliceerd in 1981 door Richard Neil Kilburn.